# Éosinophile peroxydase
Une peroxydase d'éosinophile, presque toujours écrite éosinophile peroxydase (EPO), est une oxydoréductase qui catalyse une réaction chimique du type :
H2O2 + Br− → BrO− + H2O.
Cette enzyme est présente dans les granulocytes éosinophiles, cellules du système immunitaire inné des mammifères. Chez l'homme, elle est codée par le gène EPX, situé sur le chromosome 17, et est exprimée dans les myélocytes. Elle partage de nombreuses similitudes avec les peroxydases orthologues, comme la myéloperoxydase (MPO), la lactoperoxydase (LPO) et la thyroperoxydase (TPO).
Cette protéine est concentrée dans les granules de sécrétion au sein des éosinophiles. Il s'agit d'une peroxydase héminique susceptible d'oxyder des halogénures afin de produire des dérivés réactifs de l'oxygène bactéricides, de favoriser la destruction cationique de la paroi bactérienne, et de catalyser des modifications post-traductionnelles de résidus d'acides aminés.

## Structure et fonctionnement
La fonction principale de cette enzyme est de catalyser l'oxydation d'halogénures X− en hypohalogénites XO− à l'aide de peroxyde d'hydrogène H2O2, l'enzyme agissant essentiellement sur les bromure Br− pour donner des hypobromites BrO−. Elle peut cependant également agir sur les chlorures Cl− et les iodures I−, ainsi que sur les thiocyanates SCN−, de la famille des pseudohalogènes. Si les bromures sont les plus utilisés physiologiquement, la vitesse de réaction de cette enzyme est la plus élevée pour les thiocyanates, puis pour les iodures ; les chlorures sont les substrats les moins efficaces pour cette enzyme, avec une vitesse catalytique inférieure de cinq ordres de grandeur à celle des iodures : en fait, seules les myéloperoxydases peuvent oxyder efficacement les chlorures.

### Structure primaire
La protéine est produite par des ribosomes de la surface réticulum endoplasmique rugueux dans la mesure où elle doit in fine être transportée dans les granules. Le précurseur protéique issu de la traduction par les ribosomes est clivé en chaîne lourde et chaîne légère, respectivement de 52 kDa et 15 kDa,. Ces deux chaînes demeurent cependant étroitement interconnectée, notamment à travers l'hème.

### Structure secondaire
La peroxydase d'éosinophile est une enzyme essentiellement constituée d'hélices α et contenant de l'hème. Le cœur du domaine catalytique, dans lequel se trouve le site actif, contient six hélices α, cinq sur la chaîne lourde et un sur la chaîne légère. Le mode de repliement de cette enzyme est connu comme celui d'une peroxydase héminique et est conservé chez tous les membres de cette famille, lesquels ne possèdent cependant pas tous une activité enzymatique de type peroxydase.
Le site de liaison à l'ion calcium Ca2+ présente une géométrie pentagonale bipyramidale typique. Il comprend huit résidus de la chaîne lourde. Cet ion se coordonne à des hydroxyles de résidus de sérine et de thréonine, à des carbonyles de liaisons peptidiques, ainsi qu'à des carboxyles de chaînes latérales, dont l'un provient de la chaîne légère. Le site de liaison au calcium intervient non seulement dans la stabilisation du repliement de la protéine, mais également dans l'association des deux chaînes polypeptidiques. L'élimination de l'io calcium conduit à la précipitation de la protéine hors de la solution.

### Structures tertiaire et quaternaire
La peroxydase d'éosinophile ne contient qu'un seul domaine et existe sous forme monomérique. Elle ne joue pratiquement aucun rôle dans la signalisation cellulaire. La structure générale des quatre peroxydases héminiques de mammifères (lactoperoxydase, myéloperoxydase, thyroperoxydase et peroxydase d'éosinophile) est pratiquement identique. Cependant, la myéloperoxydase se distingue en se présentant sous la forme d'un dimère catalytique lié par pont disulfure. La peroxydase d'éosinophile est fortement cationique, avec un point isoélectrique de 7,62. Sa structure tertiaire n'a pas été caractérisée par cristallographie aux rayons X, cependant sa structure a pu être déduite par analogie avec celle de la thyroperoxydase et de la lactoperoxydase, compte tenu la similitude de leur séquence peptidique et de leur spectre d'absorption.

### Site actif
Le site actif de la peroxydase d'éosinophile contient un atome de fer unique formant un complexe tétradentate avec une protoporphyrine IX. Ce groupe prosthétique est lié par covalence au polypeptide par des liaisons ester aux résidus Asp232 et Glu380. Par comparaison, la myéloperoxydase contient un troisième point de liaison au niveau du résidu Met243 à travers un pont sulfonium avec un groupe vinyle de l'hème ; cette formation est absente sur la peroxydase d'éosinophile, où le résidu correspondant est une thréonine.
Le cinquième ligand de l'atome de fer est un résidu d'histidine conservé, lié par une liaison hydrogène à un résidu d'asparagine. Ces deux résidus critiques assurent que l'atome de fer présente un potentiel d'oxydoréduction Fe3+/Fe2+ approprié pour la catalyse. Le sixième ligand est situé du côté distal de l'hème. Il est formé d'un petit réseau de cinq molécules d'eau stabilisées par des liaisons hydrogène avec des résidus d'histidine, de glutamine et d'arginine. C'est du côté distal de l'hème que le substrat se lie à la protéine et que se déroule la réaction catalysée par l'enzyme.

### Mécanismes réactionnels
Le mécanisme de base des peroxydases héminiques consiste à utiliser le peroxyde d'hydrogène H2O2 afin de produire une forme activé d'hème dans laquelle l'atome de fer atteint l'état d'oxydation +4. L'oxygène activé peut être transféré à un substrat pour en faire un dérivé réactif de l'oxygène. Il existe trois cycles distincts pouvant se dérouler dans une peroxydase d'éosinophile.

#### 1ercycle
Le premier est un cycle d'halogénation :
[Fe(III)...Por] + H2O2 → [Fe(IV)=O...Por•+] + H2O.
Cet état activé de l'hème est appelé composé I, contenant un groupe oxyferryle. On pense que le radical pi-cationique de porphyrine porte sa réactivité chimique au niveau des ponts méthine assurant la connexion des quatre cycles qui le constituent. La réduction du composé I en présence d'halogénures X− se déroule comme suit :
[Fe(IV)=O...Por•+] + X− → [Fe(III)...Por] + HOX.
Le composé I est ainsi réduit à nouveau dans l'état initial de l'enzyme, et les ions halogénure liés dans la cavité distale sont oxydés en oxydants forts.

#### 2ecycle
Il existe cependant un second cycle par lequel le composé I peut oxyder des substrats par un processus à un électron pour former des radicaux. Cela s'observe pour la plupart des substrats qui ne sont pas des halogénures :
[Fe(III)...Por] + H2O2 → [Fe(IV)=O...Por•+] + H2O ;
[Fe(IV)=O...Por•+] + RH → [Fe(IV)=O...Por] + R• + H+ ;
[Fe(IV)=O...Por] + RH → [Fe(III)...Por] + R• + H2O.
Les implications physiologiques de ce deuxième mécanisme sont importantes, car on a pu montrer que la peroxydase d'éosinophile est capable d'oxyder des résidus de tyrosine sur des protéines, ce qui a été associé à des mécanismes de signalisation cellulaire en cascade par dérivés réactifs de l'oxygène.

#### 3ecycle
Le troisième cycle réactionnel est celui de l'activité catalase des peroxydases. Il ne semble fonctionner qu'en l'absence de donneurs d'électron unique.
[Fe(III)...Por] + H2O2 → [Fe(IV)=O...Por•+] + H2O ;
[Fe(IV)=O...Por•+] + H2O2 → [Fe(III)...Por] + O2 + H2O.